# Heisenbergsche Unschärferelation

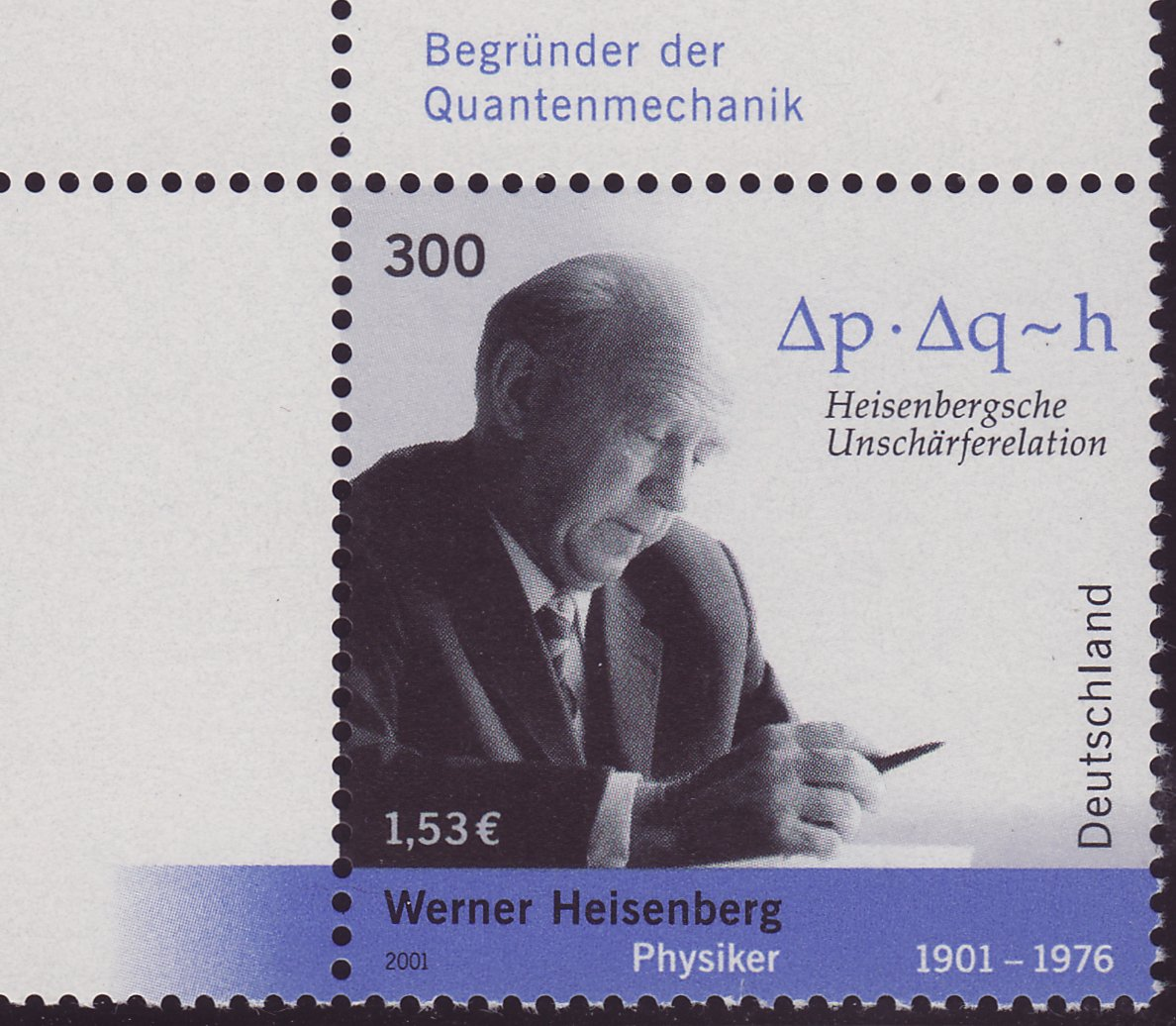
Werner Heisenberg und die Unschärferelation in originaler Form auf einer deutschen Briefmarke

Die Heisenbergsche Unschärferelation (auch Unbestimmtheitsrelation, seltener Unschärfeprinzip oder Unbestimmtheitsprinzip) ist eine Aussage der Quantenphysik, nach der zwei komplementäre Eigenschaften eines Quantensystems nicht gleichzeitig scharf definierte Werte haben können. Das bekannteste Beispiel für ein Paar solcher Eigenschaften sind Ort und Impuls desselben Teilchens oder Körpers. Genauer sagt die Unschärferelation aus, dass es für das Produkt der Unschärfen beider Größen eine universelle untere Grenze gibt, die durch die Planck-Konstante gegeben ist.
Die Unschärferelation ist nicht die Folge technisch behebbarer Unzulänglichkeiten der entsprechenden Messinstrumente, sondern prinzipieller Natur. Für kein Quantensystem lässt sich im Formalismus der Quantenmechanik ein Zustand angeben, in dem zwei komplementäre Größen scharf definierte Werte haben.
Die Unschärferelation kann als Ausdruck des Wellencharakters der Materie betrachtet werden. Sie wurde 1927 von Werner Heisenberg entdeckt und gilt als eine der Grundlagen der Kopenhagener Deutung der Quantenmechanik.
Auch für Messungen von Energie und Zeit fand Heisenberg 1927 eine Unschärferelation in ähnlicher Form, aber anderer Bedeutung, weil die Zeit in der Quantenmechanik als Parameter auftritt und keine messbare Eigenschaft eines Zustands ist. Daher wird die Energie-Zeit-Unschärferelation in einem eigenen Artikel gesondert dargestellt.

## Quantenmechanik und klassische Physik
Die Quantenmechanik ist eine der fundamentalen Theorien für die physikalische Beschreibung unserer Welt. Der konzeptionelle Aufbau dieser Theorie unterscheidet sich tiefgreifend von dem der klassischen Physik. Die Aussagen der Quantenmechanik sind Aussagen über Ergebnisse von Messungen. Diese sind in den meisten Fällen selbst bei genauest möglicher Kenntnis des Zustands des beobachteten Systems nur Wahrscheinlichkeitsaussagen. Bei wiederholten Messungen an einem Ensemble von gleichartigen Systemen im gleichen Zustand sagt die Quantenmechanik eine mehr oder minder breite Häufigkeitsverteilung der Messwerte vorher. Dieses Verhalten steht im Gegensatz zu den in der klassischen Physik durchweg üblichen genauen Vorhersagen einzelner Messwerte. Es kann auf der Grundlage des Welle-Teilchen-Dualismus beschrieben werden. Hat aber ein System bei einer Messung einen bestimmten Messwert gezeigt, so muss bei einer unmittelbar anschließenden Wiederholung der Messung derselbe Wert erscheinen. Das heißt, die erste Messung hat den Zustand so verändert, dass er nun zu einer solchen Wahrscheinlichkeitsverteilung führt, dass alle anderen Messwerte die Wahrscheinlichkeit Null haben, also verboten sind. Auch dies steht im Gegensatz zur klassischen Physik, wo eine ideale Messung das beobachtete System unverändert lässt.
Außer diesem prinzipiellen Unterschied ist bei Messungen an Quantensystemen zu beachten, dass jede Messung eine Wechselwirkung zwischen dem beobachteten System und dem Messapparat voraussetzt, die notwendig die Zustände von System und Apparat verändert. In der klassischen Physik wird vorausgesetzt, dass die Veränderung des Systems durch Wahl eines geeigneten Messapparats vernachlässigbar gering bleibt. Quantensysteme sind aber oft so klein, dass ihre Veränderung durch die Wechselwirkung mit dem Messapparat wegen der Quantennatur der Welt nicht vernachlässigt werden kann.

## Ursprüngliche Formulierung
In seiner 1927 veröffentlichten Arbeit Über den anschaulichen Inhalt der quantentheoretischen Kinematik und Mechanik analysiert Heisenberg die gleichzeitige Messung von Ort und Impuls eines Teilchens. Er fand heraus, dass die genaue Bestimmung des Ortes {\displaystyle x} eines Teilchens im Allgemeinen zu einer unkontrollierbaren Beeinflussung (Störung) des Impulses {\displaystyle p} des Teilchens führen muss. Wenn zum Beispiel der momentane Ort eines Elektrons durch optische Beobachtung (im einfachsten Fall: Sehen) bestimmt werden soll, so muss es beleuchtet werden, damit mindestens eins der einfallenden Lichtquanten in das Messinstrument (Auge, Mikroskop) abgelenkt wird.
Einerseits hat dabei die Unschärfe {\displaystyle \Delta x} der Ortsbestimmung die Größenordnung der Wellenlänge des verwendeten Lichtes. Andererseits wirkt die Ablenkung des Lichtquants wie ein Stoß (Comptonstreuung), wodurch der Impuls des Teilchens sich um ein gewisses {\displaystyle \Delta p} ändert, also eine entsprechende Unbestimmtheit zeigt. Als prinzipielle Untergrenze für diese Unbestimmtheiten schätzte Heisenberg mit Hilfe der De-Broglie-Beziehung ab, dass das Produkt von {\displaystyle \Delta x} und {\displaystyle \Delta p} nicht kleiner sein kann als die für die ganze Quantenphysik charakteristische Plancksche Konstante {\displaystyle h}. Diese fundamentale Grenze der Messbarkeit formulierte Heisenberg in der (symbolischen) Aussage
{\displaystyle \Delta x\cdot \Delta p\approx h}
Der zunächst qualitative Charakter dieser Abschätzung rührt daher, dass die Aussage nur an einem Beispiel gewonnen wurde und die verwendete Notation für die Unbestimmtheiten nicht genau definiert war. Schon wenige Monate später konnte Earle Hesse Kennard mithilfe des quantenmechanischen Formalismus eine mathematische Ungleichung 
{\displaystyle \sigma _{x}\cdot \sigma _{p}\geq {\frac {\hbar }{2}}}
streng beweisen (siehe weiter unten). Darin sind {\displaystyle \sigma _{x},\ \sigma _{p}} die Standardabweichungen der Orts- und Impulswerte, die in einem beliebigen quantenmechanischen Zustand eines Teilchens bei Messungen gefunden werden können.

## Unschärferelation und Alltagserfahrung
Warum diese charakteristischen Unbestimmtheiten weder im Alltag noch in der Forschung früher bemerkt worden waren, kann man verstehen, wenn man sich die Kleinheit des Planckschen Wirkungsquantums gegenüber den typisch erreichbaren Messgenauigkeiten für Ort und Impuls vergegenwärtigt. Dazu die folgenden Beispiele:
Radarkontrolle im StraßenverkehrDer Ort des Fahrzeugs sei bei der Radarkontrolle bis auf {\displaystyle \pm 1\,\mathrm {m} } genau bestimmbar, d. h. {\displaystyle \Delta x=2\,\mathrm {m} }. Die Unbestimmtheit der Geschwindigkeit wird angenommen mit {\displaystyle \Delta v=1\,\mathrm {{\tfrac {km}{h}}={\tfrac {1000\,m}{3600\,s}}\approx 0{,}3\,{\tfrac {m}{s}}} } und die Masse mit {\displaystyle m=1\,\mathrm {t} =1000\,\mathrm {kg} }. Daraus ergibt sich eine Impulsunschärfe von {\displaystyle \Delta p=m\cdot \Delta v=300\,\mathrm {kg{\tfrac {m}{s}}} }. Damit resultiert für das Produkt: {\displaystyle \Delta x\cdot \Delta p=9\cdot 10^{35}\,h}. Die Einschränkung durch die Unschärferelation würde sich daher erst bei Steigerung der Genauigkeit um je 18 Dezimalstellen bei Ort und Geschwindigkeit bemerkbar machen. Es ist offensichtlich, dass das Radarsignal das Fahrzeug bei der Messung praktisch nicht beeinflusst.
StaubkornBei einem extrem genau mikroskopierten Staubkorn von einer Masse {\displaystyle m=10^{-15}\,\mathrm {kg} } und geringer Unschärfe sowohl der Ortsangabe {\displaystyle \Delta x=0{,}01\,\mathrm {\mu m} =10^{-8}\,\mathrm {m} } als auch der Geschwindigkeit {\displaystyle \Delta v=1\,\mathrm {\tfrac {mm}{s}} =10^{-3}\,\mathrm {\tfrac {m}{s}} } resultiert für das Produkt: {\displaystyle \Delta x\cdot \Delta p=1{,}5\cdot 10^{7}\,h}. Die Einschränkung durch die Unschärferelation würde sich hier erst bei Steigerung der Genauigkeit bei Ortsangabe und Geschwindigkeit um je vier Dezimalstellen bemerkbar machen.
Elektron im AtomEin Atom hat einen Durchmesser von etwa einem Ångström. Bei einer kinetischen Energie eines darin gebundenen Elektrons von etwa {\displaystyle E_{\mathrm {kin} }=10\,\mathrm {eV} } ergibt sich für das Elektron eine Impulsunschärfe von etwa {\displaystyle \Delta p=1{,}7\cdot 10^{-24}\,\mathrm {kg{\tfrac {m}{s}}} }. Eine Ortsbestimmung mit der Ungenauigkeit von etwa 10 Atomdurchmessern, {\displaystyle \Delta x=10\,\mathrm {\AA} }, ergibt für das Produkt {\displaystyle \Delta x\cdot \Delta p=2{,}5\,h}, was noch im Bereich des prinzipiell Möglichen liegt. Für eine Ortsgenauigkeit in der Größenordnung des Atomdurchmessers mit {\displaystyle \Delta x=1\,\mathrm {\AA} } hingegen gilt: {\displaystyle \Delta x\cdot \Delta p=0{,}25\,h}. Dies steht aber in Widerspruch zur Unschärferelation, eine solche Genauigkeit der Beschreibung ist somit prinzipiell unmöglich.

## Aussagen
Unter dem Begriff des Unschärfe- oder auch Unbestimmtheitsprinzips werden die folgenden Aussagen zusammengefasst, die zwar miteinander verwandt sind, jedoch physikalisch unterschiedliche Bedeutung haben. Sie sind hier beispielhaft für das Paar Ort und Impuls notiert.
1. Es ist nicht möglich, ein Quantensystem in einem Zustand zu präparieren, bei dem der Ort und der Impuls beliebig genau definiert sind.
2. Es ist prinzipiell unmöglich, den Ort und den Impuls eines Teilchens gleichzeitig beliebig genau zu messen.
3. Die Messung des Impulses eines Teilchens ist zwangsläufig mit einer Störung seines Ortes verbunden, und umgekehrt.

Jede dieser drei Aussagen lässt sich quantitativ durch die Unschärferelation ausdrücken, die eine untere Grenze für das Produkt der minimal erreichbaren Unschärfen angibt.
Auch zwischen Paaren anderer physikalischer Größen  gelten Unschärferelationen, wenn der Kommutator der den Größen zugeordneten quantenmechanischen Operatoren nicht null ist. Beispielsweise wurde experimentell nachgewiesen, dass eine entsprechende Relation zwischen Winkelstellung und Drehimpuls gilt.

## Ungleichungen
Bei der Formulierung von Unbestimmtheitsrelationen im Rahmen der Quantenmechanik gibt es verschiedene Vorgehensweisen, die sich auf jeweils unterschiedliche Arten von Messprozessen beziehen. Abhängig von dem jeweils zugrunde gelegten Messprozess ergeben sich dann entsprechende mathematische Aussagen.

### Streuungsrelationen
Bei der populärsten Variante von Unschärferelationen wird die Unschärfe des Ortes x und des Impulses p jeweils durch deren statistische Streuung, ausgedrückt durch die Standardabweichung σx und σp definiert. Die Unschärferelation besagt in diesem Fall
{\displaystyle \sigma _{x}\cdot \sigma _{p}\geq {\frac {\hbar }{2}}\,,\qquad \qquad (1)}
wobei {\displaystyle \hbar ={\frac {h}{2\pi }}} und {\displaystyle \pi } die Kreiszahl ist.
Im Rahmen des Formalismus der Quantenmechanik ergeben sich die Wahrscheinlichkeitsverteilungen für Orts- und Impulsmessungen und damit die Standardabweichungen aus den zugehörigen Wellenfunktionen ψ(x) und φ(p). Die Streuungs-Ungleichung folgt dann aus dem Umstand, dass diese Wellenfunktionen bezüglich Ort und Impuls über eine Fourier-Transformation miteinander verknüpft sind. Die Fourier-Transformierte eines räumlich begrenzten Wellenpakets ist wieder ein Wellenpaket, wobei das Produkt der Paketbreiten einer Beziehung gehorcht, die der obigen Ungleichung entspricht.
Zustände minimaler Unschärfe werden dabei solche Wellenfunktionen ψ(x) und φ(p) genannt, für die sich das Gleichheitszeichen der Ungleichung ergibt. Heisenberg und Earle Hesse Kennard haben gezeigt, dass diese Eigenschaft für gaußförmige Wellenfunktionen erreicht wird. Man beachte dabei, dass die Standardabweichung einer gaußschen Wahrscheinlichkeitsdichte nicht unmittelbar ihre Gesamtbreite angibt, denn z. B. ist der Wertebereich, in dem sich ein Einzelwert mit 95 % Wahrscheinlichkeit befindet, schon etwa viermal so groß.

### Simultane Messung

Schematische Darstellung der Beugung am Spalt. Die Genauigkeit Δx der Ortspräparation entspricht exakt der Breite des Spaltes.

Bei der von Heisenberg ursprünglich publizierten Variante der Unbestimmtheitsrelation wird der Begriff der Unschärfe von Ort und Impuls nicht immer durch die statistische Streuung dargestellt. Ein Beispiel dafür ist das häufig diskutierte Gedankenexperiment, in dem mit Hilfe des Einfachspaltes Ort und Impuls von Teilchen bestimmt werden soll: ein breiter Strahl parallel fliegender Elektronen mit gleichem Impuls trifft auf einen Schirm mit einem Spalt der Breite {\displaystyle \Delta x} (siehe Abbildung rechts). Beim Durchtritt durch den Spalt ist die Ortskoordinate der Elektronen (in Richtung quer zum Spalt) bis auf die Unsicherheit {\displaystyle \Delta x} bekannt. Die Ausblendung verursacht eine Beugung des Strahls, wobei nach dem huygensschen Prinzip von allen Punkten des Spalts Elementarwellen ausgehen. Dies führt nach dem Durchtritt durch den Spalt zu einer Aufweitung des Strahls, d. h. für jedes einzelne Elektron zu einer Ablenkung um einen gewissen Winkel {\displaystyle \alpha }.
Nun werden die folgenden Voraussetzungen getroffen:
- Der Ablenkungswinkel {\displaystyle \alpha } ist eine Zufallsgröße, die bei jedem Teilchen einen anderen Wert annehmen kann, wobei die Häufigkeitsverteilung durch das Interferenzmuster gegeben ist.
- Für die De-Broglie-Wellenlänge {\displaystyle \lambda } des Teilchens gilt:

{\displaystyle \lambda ={\frac {h}{p}}}
- Damit das erste Interferenzminimum auf dem Schirm noch optisch erkennbar ist, muss der Gangunterschied etwa mindestens so groß sein wie die De-Broglie-Wellenlänge des Teilchens:

{\displaystyle \Delta x\,\sin(\alpha )\;\gtrsim \;\lambda }
- Es werden gemäß Heisenberg nur die Teilchen im Hauptmaximum des gebeugten Strahls betrachtet. Ihre Ablenkungswinkel {\displaystyle \alpha } entsprechen einem Impuls in x-Richtung, der innerhalb des vorgegebenen Impulsintervalls Δp (keine Zufallsgröße) des ersten Beugungsminimums auf der Impulsskala liegt. Formal sind das genau die, die der folgenden Bedingung genügen:

{\displaystyle p\cdot \sin(\alpha )\leq \Delta p}
Die letzten beiden Relationen ergeben zusammen mit der Formel von de Broglie die folgende Einschränkung für die betrachteten Streuwinkel:
{\displaystyle {\frac {h}{p\cdot \Delta x}}\;\lesssim \;\sin(\alpha )\;\leq \;{\frac {\Delta p}{p}}}
Aus diesem Ausdruck ergibt sich nach Multiplikation mit p·Δx die Relation von Heisenberg:
{\displaystyle \Delta x\cdot \Delta p\;\gtrsim \;h\quad \quad \quad (2)}
Der wesentliche Unterschied der beiden Ungleichungen (1) und (2) liegt sowohl in der jeweiligen Präparation als auch in den zugrunde gelegten Messprozessen. Bei der Streuungsrelation (1) bezieht sich die Messung der Streuungen σx und σp auf unterschiedliche Stichproben von Teilchen, weshalb man in diesem Fall nicht von simultanen Messungen sprechen kann. Der physikalische Inhalt der Heisenberg-Relation (2) kann daher nicht durch die Kennard-Relation (1) beschrieben werden.
Eine Aussage, die sich auf die Präparation (Projektion) durch einen Spalt im Sinne von (2) bezieht und dennoch eine Abschätzung für die Streuung σp des Impulses ergibt, lässt sich wie folgt formulieren: für Teilchen (Wellenfunktionen), die in einem endlichen Intervall Δx präpariert wurden, erfüllt die Standardabweichung für den Impuls die Ungleichung:
{\displaystyle \sigma _{p}\cdot \Delta x\geq \pi \cdot \hbar }
Die minimal mögliche Streuung der Impulsverteilung ist demnach von der vorgegebenen Breite Δx des Spaltes abhängig. Hingegen bezieht sich die Präparation bei Ungleichung (1) auf solche Teilchen, von denen bekannt ist, dass sie vor der Impulsmessung eine Streuung σx hatten. Somit können die Teilchen des Spaltversuches die untere Schranke von Ungleichung (1) nicht erreichen, da gaußsche Wahrscheinlichkeitsdichten auf der gesamten reellen Achse ungleich Null sind und nicht nur in einem endlichen Teilbereich der Länge Δx.
Unabhängig davon, welche Präparation der Wellenfunktion im Ortsraum vorgenommen wird, zeigt also das Beugungsexperiment von Heisenberg, dass auch für die Messung der Wahrscheinlichkeitsdichte des Impulses immer eine vorherige Fouriertransformation notwendig ist. Heisenberg versteht hier also unter der unvermeidbaren „Störung des Systems“ den Einfluss dieser Fouriertransformation auf den quantenmechanischen Zustand im Ortsraum. Im Experiment wird diese Störung durch die zeitliche Propagation und das Zerfließen der Wellenfunktion zwischen Spalt und Schirm bewirkt. Letzteres entspricht gerade Aussage 3 des vorherigen Kapitels.

### Messrauschen und Störung
Eine weitere Variante von Ungleichungen, die den Einfluss der Wechselwirkung zwischen Messobjekt und Messapparatur im Rahmen eines Von-Neumann-Messprozesses explizit berücksichtigt, führt zu folgendem Ausdruck (Ozawa-Ungleichung):
{\displaystyle \varepsilon _{x}\cdot \eta _{p}+\varepsilon _{x}\cdot \sigma _{p}+\sigma _{x}\cdot \eta _{p}\geq {\frac {\hbar }{2}}}
Die neuen Variablen εx und ηp bezeichnen dabei den Einfluss des Messapparates auf die betrachteten Messgrößen:
- {\displaystyle \varepsilon _{x}} die mittlere Abweichung zwischen dem Ort vor der Wechselwirkung im Messgerät und dem Wert, der anschließend angezeigt wird (Messrauschen)
- {\displaystyle \eta _{p}} die mittlere Veränderung des Impulses während der Zeitentwicklung in der Messapparatur.
- {\displaystyle \sigma _{x}} die reine Quantenfluktuation des Ortes
- {\displaystyle \sigma _{p}} die reine Quantenfluktuation des Impulses

Die beiden Maße für die Unbestimmtheit unterscheiden sich konzeptionell voneinander, da im zweiten Fall der Messwert des Impulses, der am Ende angezeigt würde, unberücksichtigt gelassen wird.
Unter der Annahme, dass
1. das Messrauschen εx und die Störung ηp unabhängig vom Zustand ψ des Teilchens sind und
2. die Streuung σx der Ortsverteilung des Teilchens kleiner ist als das Messrauschen εx,

wurde aus Relation (1) die Ungleichung
{\displaystyle \varepsilon _{x}\cdot \eta _{p}\geq {\frac {\hbar }{2}}}
gefolgert, was von dem japanischen Physiker Masanao Ozawa als Ausdruck für den Messprozess von Heisenberg interpretiert wird. Da es sich aber bei der hier vorliegenden Betrachtung nicht um eine simultane Messung im Sinne von Heisenberg handelt (σp ist unberücksichtigt), ist zu erwarten, dass das Produkt εx·ηp auch Werte kleiner als ħ/2 annehmen kann. Dies veranlasste einige Autoren zu der Aussage, dass Heisenberg irrte.
Das zugrunde liegende Konzept, das den Einfluss der Wechselwirkung innerhalb des Messgerätes auf die physikalischen Observablen explizit berücksichtigt, wurde 2012 durch Experimente mit Neutronenspins und durch Versuche mit polarisierten Photonen verifiziert.

## Verallgemeinerung
Die zuerst von Kennard bewiesene Ungleichung (1) wurde 1929 von Howard P. Robertson formal verallgemeinert. Mit dieser Verallgemeinerung lassen sich auch Unschärfebeziehungen zwischen weiteren physikalischen Größen angeben. Dazu gehören beispielsweise Ungleichungen bezüglich unterschiedlicher Drehimpulskomponenten.
In voller Allgemeinheit besteht also für je zwei Observablen {\displaystyle A} und {\displaystyle B} in Bra-Ket-Notation die folgende Ungleichung:
{\displaystyle \sigma _{A}\cdot \sigma _{B}\geq {\frac {1}{2}}\left|\langle \psi |[{\hat {A}},{\hat {B}}]|\psi \rangle \right|}
Hierbei sind
- {\displaystyle {\hat {A}}} und {\displaystyle {\hat {B}}} die zu den Observablen gehörigen selbstadjungierten linearen Operatoren
- {\displaystyle [{\hat {A}},{\hat {B}}]={\hat {A}}{\hat {B}}-{\hat {B}}{\hat {A}}} der Kommutator von {\displaystyle A} und {\displaystyle B} .

Anders als bei der für Ort und Impuls bestehenden Relation (1) kann in der verallgemeinerten Relation von Robertson auch die rechte Seite der Ungleichung explizit von der Wellenfunktion abhängig sein und daher für spezielle {\displaystyle \psi } eventuell auch den Wert null annehmen. In solchen Fällen kann das Produkt der Streuungen von {\displaystyle A} und {\displaystyle B}  den Wert null haben, obwohl die Observablen {\displaystyle A} und {\displaystyle B} nicht miteinander kommutieren.
Für Ort und Impuls sowie andere Paare komplementärer Observablen ist der Kommutator aber jeweils proportional zum Einheitsoperator; daher kann für komplementäre Observablen der Erwartungswert in der Relation von Robertson nie null werden. Andere in diesem Zusammenhang oft genannte Variablen, die nicht miteinander vertauschen (z. B. zwei verschiedene Drehimpulskomponenten), sind hingegen nicht zueinander komplementär, weil ihr Vertauschungsprodukt keine Zahl, sondern ein Operator ist. Solche Paare von Observablen heißen inkommensurabel.
Für vertauschbare Observable gibt es hingegen einen vollständigen Satz von gemeinsamen Eigenzuständen, für die beide Größen gleichzeitig streuungsfrei bestimmt sind. Es handelt sich dann um kompatible, kommensurable oder verträgliche Observablen.

### Beweis der verallgemeinerten Unschärferelation
Zunächst werden die Varianzen der Operatoren {\displaystyle {\hat {A}}} und {\displaystyle {\hat {B}}} mit Hilfe von zwei Zustandsfunktionen {\displaystyle f} und {\displaystyle g} dargestellt, d. h., es sei
{\displaystyle {\begin{aligned}|f\rangle &:={\big (}{\hat {A}}-\langle {\hat {A}}\rangle {\big )}|\psi \rangle \\|g\rangle &:={\big (}{\hat {B}}-\langle {\hat {B}}\rangle {\big )}|\psi \rangle .\end{aligned}}}
Damit erhält man für die Varianzen der Operatoren die Darstellungen:
{\displaystyle {\begin{aligned}\sigma _{A}^{2}&={\Big \langle }\psi {\Big |}{\big (}{\hat {A}}-\langle {\hat {A}}\rangle {\big )}^{2}{\Big |}\psi {\Big \rangle }=\langle f|f\rangle \\\sigma _{B}^{2}&={\Big \langle }\psi {\Big |}{\big (}{\hat {B}}-\langle {\hat {B}}\rangle {\big )}^{2}{\Big |}\psi {\Big \rangle }=\langle g|g\rangle .\end{aligned}}}
Unter Verwendung der schwarzschen Ungleichung ergibt sich daraus:
{\displaystyle \sigma _{A}^{2}\sigma _{B}^{2}=\langle f|f\rangle \langle g|g\rangle \geq |\langle f|g\rangle |^{2}}
Um diese Ungleichung in die gebräuchliche Form zu bringen, wird die rechte Seite weiter abgeschätzt und berechnet. Dazu verwendet man, dass das Betragsquadrat einer beliebigen komplexen Zahl {\displaystyle z} nicht kleiner als das Quadrat ihres Imaginärteils sein kann, d. h.
{\displaystyle |z|^{2}\geq \operatorname {Im} (z)^{2}=\left[{\frac {z-z^{*}}{2\mathrm {i} }}\right]^{2},}
wobei {\displaystyle \operatorname {Im} (z)} den Imaginärteil von {\displaystyle z} bezeichnet. Mit der Substitution {\displaystyle z:=\langle f|g\rangle } ergibt sich daraus für das Produkt der Varianzen die Abschätzung
{\displaystyle \sigma _{A}^{2}\sigma _{B}^{2}\geq \left|{\frac {1}{2\mathrm {i} }}{\big (}\langle f|g\rangle -\langle g|f\rangle {\big )}\right|^{2}.}
Für die darin auftretenden Skalarprodukte {\displaystyle \langle f|g\rangle } und {\displaystyle \langle g|f\rangle } erhält man durch weiteres Ausrechnen
{\displaystyle \langle f|g\rangle =\langle {\hat {A}}{\hat {B}}\rangle -\langle {\hat {A}}\rangle \langle {\hat {B}}\rangle \qquad {\text{bzw.}}\qquad \langle g|f\rangle =\langle {\hat {B}}{\hat {A}}\rangle -\langle {\hat {A}}\rangle \langle {\hat {B}}\rangle .}
Damit ergibt sich für die Differenz in der Ungleichung
{\displaystyle \langle f|g\rangle -\langle g|f\rangle =\langle {\hat {A}}{\hat {B}}\rangle -\langle {\hat {B}}{\hat {A}}\rangle ={\big \langle }\psi {\big |}[{\hat {A}},{\hat {B}}]{\big |}\psi {\big \rangle },}
also gerade der Erwartungswert des Kommutators. Das führt schließlich zur Ungleichung
{\displaystyle \sigma _{A}^{2}\sigma _{B}^{2}\geq \left|{\frac {1}{2\mathrm {i} }}{\big \langle }\psi {\big |}[{\hat {A}},{\hat {B}}]{\big |}\psi {\big \rangle }\right|^{2}}
und ein Wurzelziehen liefert mit {\displaystyle |\mathrm {i} |=1} die oben angegebene Ungleichung.

## Beispiele
1. Wählt man im vorhergehenden Kapitel für die Operatoren {\displaystyle A=x} sowie {\displaystyle B=p} und verwendet, dass für den Kommutator von Ort und Impuls {\displaystyle [x,p]=i\hbar } gilt, so ergibt die Ungleichung von Robertson die Relation von Kennard. Die rechte Seite der Relation ist dabei unabhängig von der Wellenfunktion des Teilchens, da der Kommutator in diesem Fall eine Konstante ist.
2. Eine Unschärferelation für die Messung von kinetischer Energie {\displaystyle \textstyle T={\frac {1}{2}}\cdot {\frac {p^{2}}{m}}} und Ort {\displaystyle x} ergibt sich aus dem Kommutator {\displaystyle [T,x]=-\mathrm {i} \hbar \cdot p/m} zu:
{\displaystyle \sigma _{T}\cdot \sigma _{x}\geq {\frac {\hbar }{2}}\cdot {\frac {|\langle {\hat {p}}\rangle |}{m}}}
In diesem Fall ist die untere Schranke nicht konstant, sondern vom Mittelwert des Impulses abhängig und damit von der Wellenfunktion des Teilchens.
3. Bei einer Messung von Energie und Impuls eines Teilchens in einem vom Ort abhängigen Potential {\displaystyle V(x)} hängt der Kommutator der Gesamtenergie {\displaystyle H=T+V} und des Impulses {\displaystyle p} ab von der Ableitung des Potentials (Kraft): {\displaystyle [H,p]=-\mathrm {i} \hbar \cdot V'.} Die entsprechende Unschärferelation für Energie und Impuls ist damit
{\displaystyle \sigma _{H}\cdot \sigma _{p}\geq {\frac {\hbar }{2}}\,\left|{\big \langle }V'({\hat {x}}){\big \rangle }\right|}
Auch in diesem Beispiel ist die rechte Seite der Ungleichung im Allgemeinen keine Konstante.
4. Im Fall der Messung von Energie und Zeit lässt sich die Verallgemeinerung von Robertson nicht unmittelbar anwenden, da die Zeit in der Standard-Quantentheorie nicht als Operator definiert ist. Mit Hilfe des ehrenfestschen Theorems und einer alternativen Definition der Zeitunschärfe lässt sich allerdings eine analoge Ungleichung beweisen, siehe Energie-Zeit-Unschärferelation.
5. Für die Zeitabhängigkeit des Ortsoperators eines freien Teilchens im Heisenberg-Bild gilt die Darstellung
{\displaystyle {\hat {x}}(t)={\hat {x}}(0)+{\frac {\hat {p}}{m}}\,t}
Aufgrund der Impulsabhängigkeit in dieser Darstellung ergibt sich, dass der Kommutator von zwei Ortsoperatoren zu den unterschiedlichen Zeitpunkten 0 und {\displaystyle t} nicht verschwindet: {\displaystyle [x(0),x(t)]=\mathrm {i} \hbar \cdot t/m} Daraus folgt für das Produkt der Streuungen der beiden Ortsmessungen im zeitlichen Abstand {\displaystyle t} die Unschärferelation
{\displaystyle \sigma _{x}(0)\cdot \sigma _{x}(t)\geq {\frac {\hbar }{2}}\cdot {\frac {t}{m}}}
Je mehr Zeit zwischen den beiden Streuungsmessungen vergeht, desto größer wird also die minimal erreichbare Unschärfe. Für zwei instantan, d. h. gleichzeitig durchgeführte Messungen des Ortes dagegen (t = 0) verschwindet der Kommutator und die untere Schranke der Ungleichung wird gleich 0.
6. Die minimale Breite einer Tunnelbarriere kann über die Unschärferelation abgeschätzt werden. Betrachtet man ein Elektron mit der Masse {\displaystyle m_{e}} und der elektrischen Ladung {\displaystyle e,} das eine Potentialdifferenz {\displaystyle U} durchtunnelt, so ergibt sich für die Ortsunschärfe und somit die minimale Breite der Tunnelbarriere
{\displaystyle \sigma _{x}\geq {\frac {\hbar }{\sqrt {8\cdot m_{e}\cdot e\cdot U}}}}
Bei einer Potentialdifferenz von 100 mV, wie sie etwa bei der Rastertunnelmikroskopie vorkommt, ergibt sich aufgrund dieser Beziehung eine kleinste Tunnelbarriere von etwa 0,3 nm, was sich gut mit experimentellen Beobachtungen deckt.